# ندوة الحج الكبرى
ندوة الحج الكبرى هي ندوة سنوية تقيمها وزارة الحج والعمرة في المملكة العربية السعودية، بمدينة مكة المكرمة، وذلك بالتزامن مع موسم الحج، ويشارك فيها نخبة من العلماء والمفكرين والأدباء والمثقفين في العالم الإسلامي. وقد انطلقت أول ندوة في العام 1397هـ.

## الأهداف
- إبراز الدور الثقافي والحضاري للسعودية في خدمة الحج والحجيج.
- تسليط الضوء على أهم الإنجازات والمشروعات والتطورات المتلاحقة في الحرمين الشريفين لخدمة المسلمين.
- ترسيخ مبدأ الحوار الفكري الهادئ لقضايا الأمة الإسلامية من خلال موسم الحج.
- التواصل العلمي البنّاء مع المؤسسات والمحافل العلمية والباحثين المتخصصين في معظم دول العالم.
- تحقيق المزيد من التكامل والتآخي والتعارف بين أبناء الأمة الإسلامية.